# 한국의희망
한국의희망(韓國의希望)은 2023년에 창당된 대한민국의 정당이다.

## 역사
2023년 6월 28일에 더불어민주당에서 탈당한 양향자 등을 중심으로 창당준비위원회가 구성되었으며, 같은 8월 28일에 창당대회를 개최하였다.
2024년 1월 24일 개혁신당과의 합당을 선언하였다.